# Дуб Шевченка в Полтаві

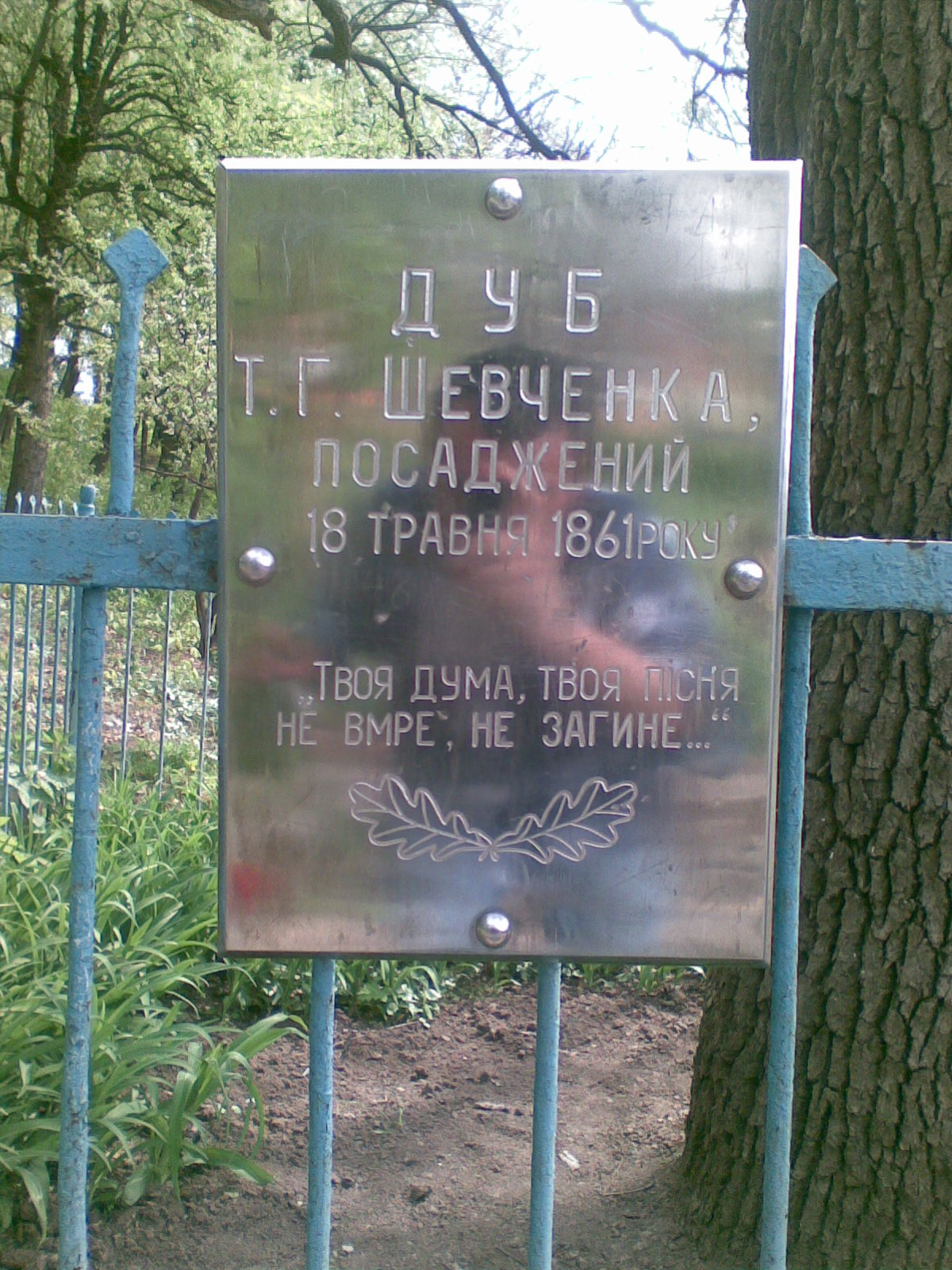
Пам'ятна дошка перед дубом Шевченка в Полтаві

Дуб Шевченка в Полтаві (також відомий як Тарасів дуб, Шевченків дуб) — пам'ятка природи, перший в Україні живий пам'ятник Т. Г. Шевченкові, посаджений у Полтаві місцевою «Громадою» 6 (18) травня 1861 р. під час перепоховання Шевченка на спомин про перевезення тіла поета в Україну.

## Передісторія
Дуб уособлює міць духу і характеру поета, незламність його переконань. За народними переказами, Шевченко любив збирати під могутніми дубами селян, щоб погомоніти про їхню долю і поспівати пісень.
У день смерті Великого Кобзаря 26 (10) березня 1861 р. сумна вістка про це донеслася і до Полтави.
Члени Громади постановили в день похорону відслужити в Успенській соборній церкві урочистий молебень, але отець-ключар відмовився правити панахиду по «політичному злочинцю». Дозвіл дав єпископ Полтавський Олександр (Андроник Іван Павлович), відомий тим, що в 1856 році спорудив пам'ятну плиту над могилою кошового Петра Калнишевського в Соловецькому монастирі. Панахиду було відправлено 28 лютого в Стрітенській церкві в присутності великої кількости людей. А потім відбувся похорон дуба. Полтавський краєзнавець Петро Ротач знайшов свідчення про цю подію в нарисі В. Чаговця «Біля могили Шевченка», надрукованому у 1928 році. "Багатолюдна процесія шанувальників і поклонників поета пройшла через усе місто, несучи на плечах велетенський, могутній, розлогий, зрубаний під самий корінь дуб. І стовбур його, і гілля були прикрашені різними національними емблемами, бо велелюдний натовп уособлював у собі всю Україну, що оплакувала свого поета-борця. Демонстранти дійшли до пам'ятника Полтавської битви, і вже тут їх розсіяли війська. Були проведені арешти і екзекуції, причому, за переказами, тілесному покаранню була піддана навіть одна з представниць дворянського стану — Милорадович — за особливу діяльну участь в організації «похорон дуба». Тут ідеться про громадську діячку Єлизавету Милорадович — засновницю недільних шкіл, меценатку, котра пізніше пожертвувала значну суму на заснування у Львові Товариства імени Тараса Шевченка. Вона входила в Полтавську громаду, на чолі якої стояв Дмитро Пильчиков — викладач Полтавського кадетського корпусу, колишній член Кирило-Мефодіївського братства.
Серед організаторів «поховання дуба» були й інші активні члени Полтавської громади — письменник, громадський діяч, що тоді працював у Полтавському губернському управлінні О. Я. Кониський, історик, педагог, викладач чоловічої гімназії в Полтаві О. І. Стронін, громадський діяч, начальник поштово-телеграфної станції Віктор Лобода, його дружина, письменниця (псевдонім «Кропива») Стефанія Лобода (Пашківська), художник Ф. Ткаченко та інші.
У той час, коли труна з тілом Кобзаря дісталася Києва, члени полтавської громади в урочистій обстановці, в присутності «панів, козаків, кріпаків, міщан і купців», як писав одночасник, посадили дуб над дорогою в приватному саду І. Гуссона, що розміщувався на околиці Павленок за річечкою Тарапунькою, і з того часу він став місцем ушанування пам'яти народного поета.
Відомо, що Тарас Григорович був знайомий із садівником І. Гуссоном, відпочивав у його саду, коли відвідував Полтавщину в 1845 році, і, можливо, саме на тому місці, де великий поет милувався мальовничим краєвидом, було посаджено пам'ятний дуб. Акція висадження дуба була мовби участю у проводах Т. Шевченка у вічне життя і водночас заповітом нащадкам любити свого національного пророка. Разом із виявом палкої любови це був мужній крок полтавських патріотів, який засвідчив їхню готовність до боротьби за утвердження Шевченкових ідеалів.

## Доля живого пам'ятника
Царизм наполегливо викорінював у народі пам'ять про Шевченка, робив усе, щоб заросла бур'яном стежка до пам'ятного дуба. Про це свідчить розпорядження Полтавської духовної консисторії щодо заборони служити панахиду з приводу ювілею Т. Г. Шевченка. Між тим, дуб зростав і дедалі міцнішав.
Минуло понад сто років, і у 1963 році цей дуб було вдруге «відкрито». Викладач Вінницького педінституту М. Ф. Присяжнюк майже вісім років присвятив пошукам Шевченківського дуба в Полтаві. Йому допомогла книга Полтавського училища садівництва, яка вийшла друком у 1913 році. Полтавська міська комісія вивчила науково-дослідні розвідки Присяжнюка і встановила місце дуба.
Напередодні 100-річного Шевченківського ювілею відбулося офіційне відкриття цього живого пам'ятника. Петро Ротач, учасник святкування цієї події, згадував: "Надвечір 18 травня 1963 року біля Шевченківського дуба почали збиратися люди… Здалеку було видно на стовбурі дуба великий портрет Т. Шевченка, а з-під молодого зеленого листя виглядала дерев'яна дошка з написом, який визначили ще громадівці: «Твоя дума, твоя пісня не вмре, не загине». Тоді ж ухвалою міськвиконкому колишній сад І. Гуссона названо Шевченківським парком. Уздовж парадних сходів посаджено алею з молоденьких дубків, дуб було обгороджено, планувалося поставити погруддя Кобзареві. Та згодом ці обіцянки можновладців було забуто. Більше того, в 1988 році, в день перепоховання Т. Шевченка, коли члени полтавського клубу «Рідне слово» намагалися провести біля дуба масове вшанування пам'яті геніального поета, вони зіштовхнулися з відвертою протидією місцевої, тоді ще комуністичної влади. Зараз місцевість біля Шевченкового дуба перебуває в жалюгідному стані: ліхтарі уздовж східців понівечено, цементовані східці пошкоджено, огорожа потребує ремонту. Щороку 18 травня збираються біля могутнього дерева члени Спілки екскурсоводів Полтавщини, приносять туди квіти, читають під її розлогою, затишною кроною поезії Кобзаря. На вечір пам'яті Великого Кобзаря приходять літератори Полтави, поети та співаки. Мета цих заходів — привернути увагу керівництва міста, громадськість до цього німого сучасника перепоховання Т. Г. Шевченка та відродити гідну традицію полтавців — відзначати день перепоховання поета біля славетного дуба.